# Flight 666: The Original Soundtrack
Flight 666: The Original Soundtrack – album koncertowy, grupy heavymetalowej Iron Maiden, wydany 22 maja 2009 w Wielkiej Brytanii oraz 9 czerwca 2009 w Stanach Zjednoczonych. Na albumie znalazły się takie utwory jak: The Trooper, Wasted Years, Aces High czy zagrany w Kanadzie utwór pt. "Hallowed Be Thy Name".

## Lista utworów

### Dysk 1
1. "Churchill's Speech" − 0:43
2. "Aces High" − 4:49
3. "2 Minutes to Midnight" − 5:57
4. "Revelations" − 6:28
5. "The Trooper" − 4:01
6. "Wasted Years" − 5:07
7. "The Number of the Beast" − 5:07
8. "Can I Play with Madness" − 3:36
9. "Rime of the Ancient Mariner" − 13:41

### Dysk 2
1. "Powerslave" − 7:28
2. "Heaven Can Wait" − 7:36
3. "Run to the Hills" − 3:59
4. "Fear of the Dark" − 7:32
5. "Iron Maiden" − 5:26
6. "Moonchild" − 7:29
7. "The Clairvoyant" − 4:38
8. "Hallowed Be Thy Name" − 7:52

## Twórcy
- Bruce Dickinson - wokal prowadzący
- Dave Murray - gitara
- Adrian Smith - gitara, wokal
- Janick Gers - gitara
- Steve Harris - gitara basowa, wokal
- Nicko McBrain - perkusja
- Michael Kenney - keyboard'y